# Mingoval
Mingoval és un municipi francès situat al departament del Pas de Calais i a la regió dels Alts de França. L'any 2007 tenia 202 habitants.

## Demografia

### Població
El 2007 la població de fet de Mingoval era de 202 persones. Hi havia 68 famílies de les quals 16 eren unipersonals (12 homes vivint sols i 4 dones vivint soles), 24 parelles sense fills i 28 parelles amb fills.
La població ha evolucionat segons el següent gràfic:
Habitants censats

### Habitatges
El 2007 hi havia 80 habitatges, 70 eren l'habitatge principal de la família, 1 era una segona residència i 9 estaven desocupats. Tots els 80 habitatges eren cases. Dels 70 habitatges principals, 60 estaven ocupats pels seus propietaris, 6 estaven llogats i ocupats pels llogaters i 4 estaven cedits a títol gratuït; 3 tenien dues cambres, 7 en tenien tres, 7 en tenien quatre i 53 en tenien cinc o més. 60 habitatges disposaven pel capbaix d'una plaça de pàrquing. A 26 habitatges hi havia un automòbil i a 37 n'hi havia dos o més.

### Piràmide de població
La piràmide de població per edats i sexe el 2009 era:
| Homes | Edats   | Dones |
| ----- | ------- | ----- |
| 0     | 95 o +  | 0     |
| 0     | 90 a 94 | 0     |
| 0     | 85 a 89 | 0     |
| 4     | 80 a 84 | 4     |
| 8     | 75 a 79 | 8     |
| 4     | 70 a 74 | 8     |
| 0     | 65 a 69 | 0     |
| 4     | 60 a 64 | 0     |
| 12    | 55 a 59 | 8     |
| 8     | 50 a 54 | 8     |
| 12    | 45 a 49 | 8     |
| 4     | 40 a 44 | 4     |
| 8     | 35 a 39 | 8     |
| 8     | 30 a 34 | 8     |
| 0     | 25 a 29 | 12    |
| 0     | 20 a 24 | 4     |
| 16    | 15 a 19 | 4     |
| 8     | 10 a 14 | 8     |
| 0     | 5 a 9   | 12    |
| 20    | 0 a 4   | 4     |

## Economia
El 2007 la població en edat de treballar era de 126 persones, 95 eren actives i 31 eren inactives. De les 95 persones actives 90 estaven ocupades (49 homes i 41 dones) i 5 estaven aturades (3 homes i 2 dones). De les 31 persones inactives 14 estaven jubilades, 9 estaven estudiant i 8 estaven classificades com a «altres inactius».

### Ingressos
El 2009 a Mingoval hi havia 74 unitats fiscals que integraven 199,5 persones, la mediana anual d'ingressos fiscals per persona era de 17.515 €.

### Activitats econòmiques
Dels 8 establiments que hi havia el 2007, 1 era d'una empresa extractiva, 1 d'una empresa de fabricació d'altres productes industrials, 1 d'una empresa de construcció, 1 d'una empresa de comerç i reparació d'automòbils, 1 d'una empresa d'hostatgeria i restauració, 1 d'una empresa immobiliària, 1 d'una empresa de serveis i 1 d'una empresa classificada com a «altres activitats de serveis».
Dels 3 establiments de servei als particulars que hi havia el 2009, 1 era un taller de reparació d'automòbils i de material agrícola, 1 electricista i 1 perruqueria.
L'any 2000 a Mingoval hi havia 9 explotacions agrícoles.

## Poblacions més properes
El següent diagrama mostra les poblacions més properes.